# Victorwithius rufus
Espèce
Synonymes
- Chelifer rufus Balzan, 1887

Victorwithius rufus est une espèce de pseudoscorpions de la famille des Withiidae.

## Distribution
Cette espèce se rencontre en Argentine, au Paraguay, au Brésil et au Venezuela.

## Publication originale
- Balzan, 1887 : Chernetidae nonnullae Sud-Americanae, I. Asuncion.